# Durkee
Durkee (korábban Express) az Amerikai Egyesült Államok északnyugati részén, Oregon állam Baker megyéjében, az Interstate 84 mellett elhelyezkedő önkormányzat nélküli település.
Az 1860-as években a település az Oregon és Idaho közötti egyetlen postakocsi-átszállóhely volt. Később a vasút víztöltő- és telegráfállomást tartott fenn.
Itt található az állam egyetlen cementgyára, amely a megye egyik legnagyobb foglalkoztatója.

## Fordítás
- Ez a szócikk részben vagy egészben  a   Durkee, Oregon című angol Wikipédia-szócikk ezen változatának fordításán alapul.  Az eredeti cikk szerkesztőit annak laptörténete sorolja fel. Ez a jelzés csupán a megfogalmazás eredetét és a szerzői jogokat jelzi, nem szolgál a cikkben szereplő információk forrásmegjelöléseként.